# Blakea chlorantha
Blakea chlorantha är en tvåhjärtbladig växtart som beskrevs av Frank Almeda. Blakea chlorantha ingår i släktet Blakea och familjen Melastomataceae. Inga underarter finns listade i Catalogue of Life.